# .as
.as és el domini de primer nivell territorial (ccTLD) de la Samoa Americana. És administrat per AS Domain Registry.
El domini no només és utilitzat per usuaris amb relació amb la Samoa Americana, ja que, per exemple, A/S és un sufix que en noruec o en danès indica un tipus de companyia, o as, que és una paraula anglesa que ha motivat el registre d'alguns dominis hacks, com ara pass.as, entre altres. El partit Bloque por Asturies el reivindica com a domini a fer servir en representació dels asturians en comptes del .es espanyol.